# Yvon Martin
Yvon Martin est un acteur français.

## Biographie
Yvon Martin passe son enfance dans la ville de Beaucé en Ille-et-Vilaine.
En 2020, il incarne le cardinal Mazarin dans la série La Guerre des trônes, la véritable histoire de l'Europe.
En 2021, il fait partie du casting du film Un Triomphe.
En 2021 et 2022, il joue dans le spectacle La fin du Monde va bien se passer, qui a reçu le prix Tournesol climat du spectacle vivant d’Avignon en 2021,.
En 2022, il fait partie du casting du film Coupez ! de Michel Hazanavicius.

## Filmographie

### Cinéma

#### Longs métrages
- 2003 : Tristan : le jeune stagiaire
- 2004 : Les Fautes d'orthographe : M. Sinclair
- 2005 : Artifice
- 2005 : Sauf le respect que je vous dois : un soignant
- 2006 : Nos jours heureux de Olivier Nakache et Eric Toledano : un pompier
- 2006 : La Jungle : Christophe
- 2006 : Christian d'Élisabeth Löchen : Christian
- 2006 : Mon meilleur ami : Le Savoyard galerie
- 2008 : Paris Nord Sud de Franck Llopis : David
- 2012 : Superstar
- 2016 : Cessez-le-feu d'Emmanuel Courcol
- 2020 : Hommes au bord de la crise de nerfs d'Audrey Dana
- 2020:  Un triomphe d'Emmanuel Courcol : le chef de détention
- 2022 : Coupez ! de Michel Hazanavicius : Gaby
- 2024 : En fanfare d'Emmanuel Courcol : Anthony

#### Courts métrages
- 2004 : Jack, réalisé par Roland Collin
- 2005 : Patiente 69 : Stéphane
- 2005 : Tue l'amour : Lui
- 2009 : Donde esta Kim Basinger?[6] d'Édouard Deluc (Prix du jury jeune et du public au festival européen du film court à Brest[7] lors de la 24e édition) : Antoine

### Télévision
- 2004 : Maigret chez le docteur : Inspecteur Dantes
- 2011 : L'âme du mal de Jérôme Foulon : David Brolin
- 2012 : Le Sang de la vigne
- 2016 :  Section de recherches (S10E02 Disparu) - Arnaud Blaize
- 2020 : La Guerre des trônes, la véritable histoire de l'Europe : Jules Mazarin
- 2023 : Meurtres à Bayeux de Kamir Aïnouz : capitaine Moreau
- 2023 : Flair de famille, épisode 2, Envies de meurtre : Xavier Garrel, le maire
- Depuis 2023 : Un Si Grand Soleil : Sohan Guérin

## Théâtre
- 2005-2006 : Toc toc de Laurent Baffie : Bob
- 2010 : Il Capitano Fracasse librement inspiré du Capitaine Fracasse de Théophile Gautier, mise en scène Jean-Renaud Garcia, Théâtre 14 Jean-Marie Serreau

## Distinctions
- 2005 : Meilleur Jeune Espoir masculin (Prix du Public) au Festival Jean Carmet de Moulins